# Luis Fernández Costilla
Luis Fernández Costilla (4 de noviembre de 1941-Valladolid, 29 de septiembre de 1997) fue un sindicalista español, militante de Comisiones Obreras (CCOO).
Electricista de profesión, fue uno de los fundadores de CCOO en la provincia de Valladolid. Detenido junto al resto de la dirección estatal de CCOO en 1972, fue inculpado en el conocido como Proceso 1001, en el que sería condenado a 12 años de prisión. Cumplió condena de dos años y ocho meses de cárcel hasta ser indultado tras la muerte del general Franco en 1975.
Posteriormente trabajó en la fábrica FASA-Renault de la capital vallisoletana, donde fue elegido miembro del Comité de Empresa por CCOO.